# Abri Gay
Der Abri Gay ist eine Halbhöhle, die sich westlich von Poncin in Neuville-sur-Ain im Département Ain in Frankreich befindet. Der Abri am Ain nahe der Grotte de la Colombière steht seit dem Jahr 1936 auf der Liste der klassifizierten Naturstätten des Départements.

## Lage

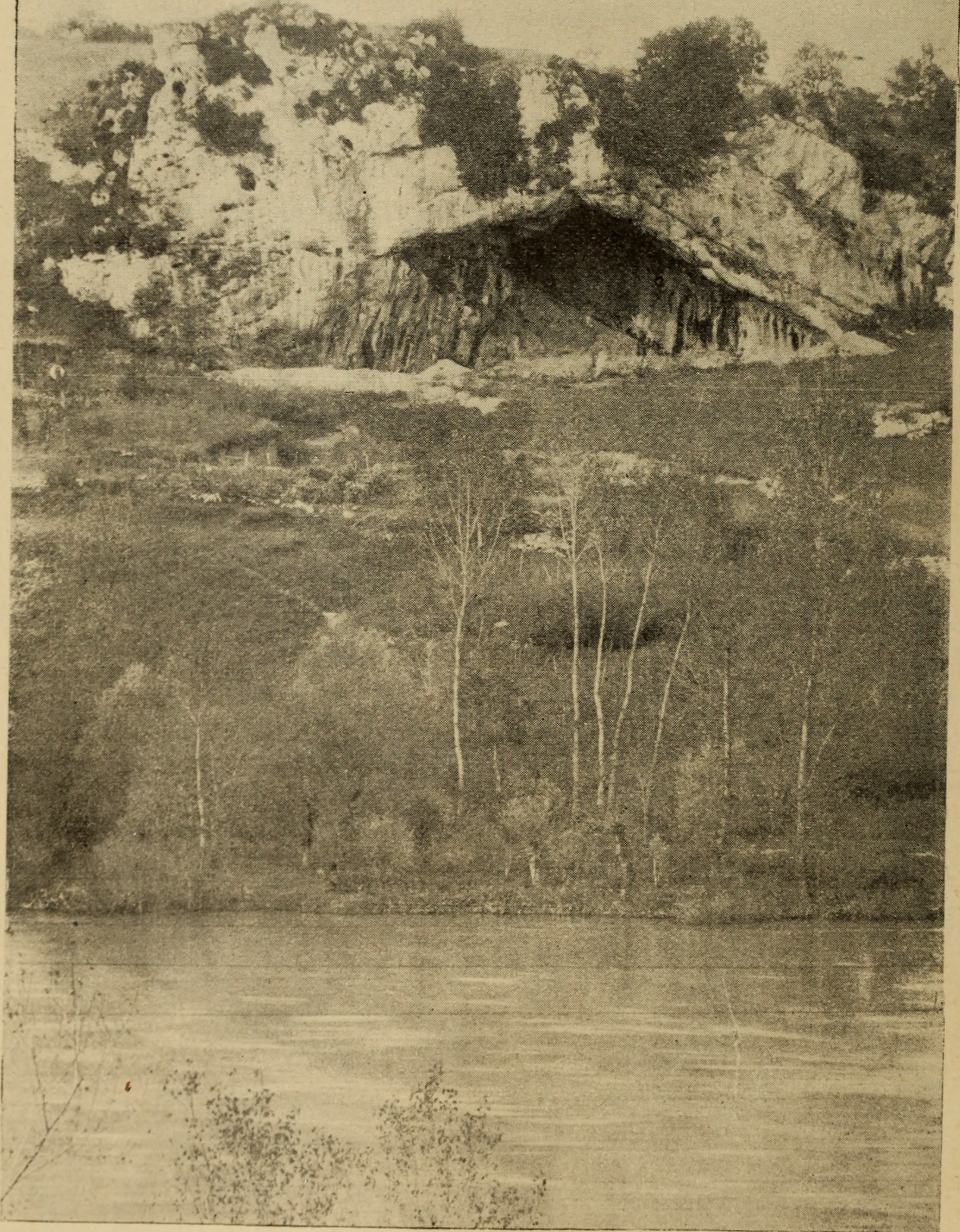
Grotte de la Colombière am Ain

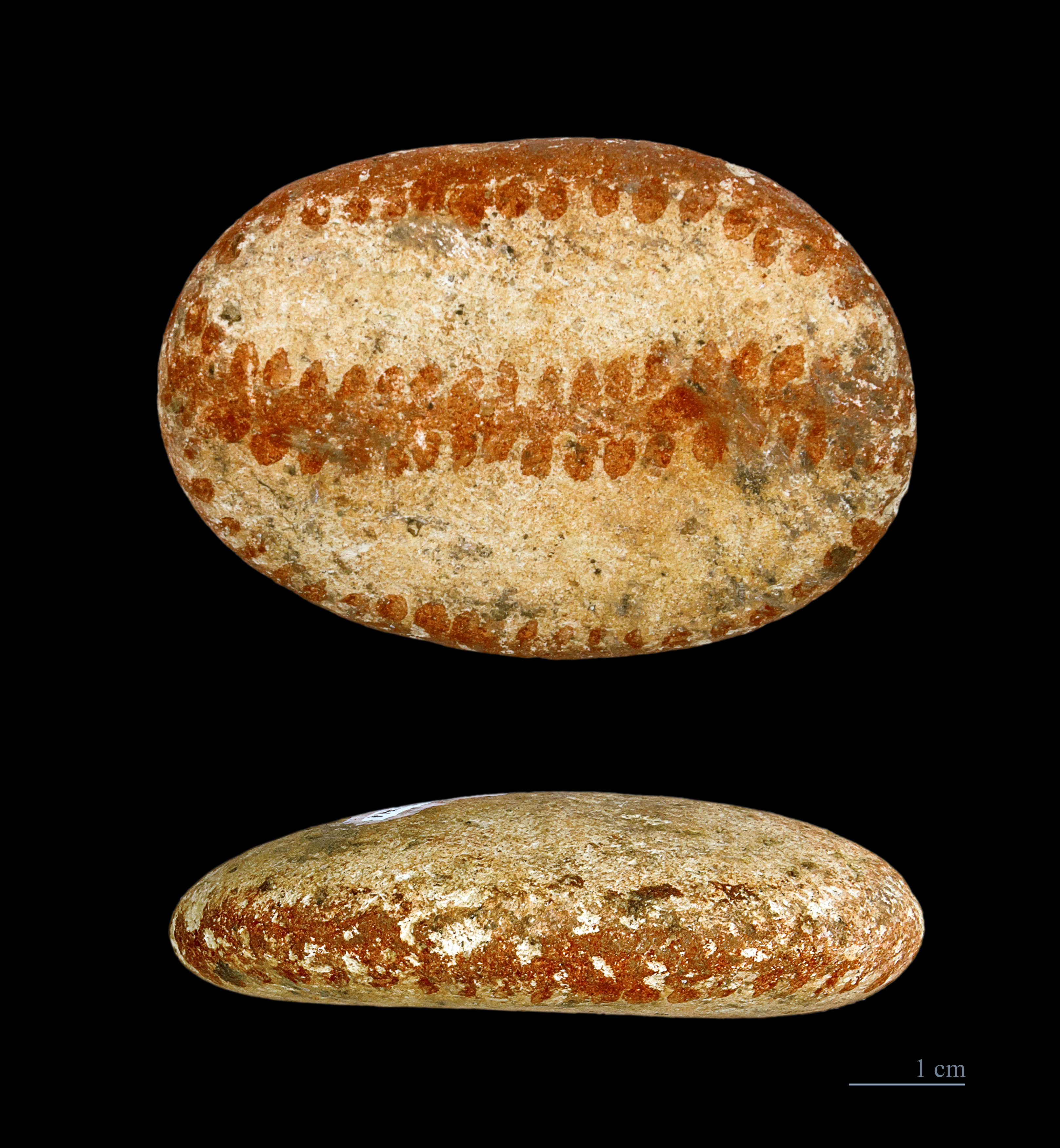
Bemalter Kieselstein aus der Höhle von Mas d’Azil, der den im Abri Gay gefundenen Kieselsteinen ähnelt

Der Abri liegt anderthalb Kilometer westlich des Dorfes Poncin sowie 700 Meter flussabwärts in Richtung der Grotte de la Colombière am gegenüberliegenden linken Ufer des Ain auf einer Höhe von 275 Metern.

## Archäologie
In den 1930er Jahren führten J. Pissot und Le Teissier die erste Ausgrabung durch. Sie identifizierten ein Dutzend archäologische Schichten. Es wurden vor allem Funde aus dem Azilien (12.300 - 9.600 v. Chr.) und dem Magdalénien gemacht.
Eine sedimentologische und palynologische Untersuchung, die im Jahr 1980 in einer Tiefe von mehr als zehn Metern durchgeführt wurde, ergab eine menschliche Nutzung vom Magdalénien bis in die gallorömische Zeit.
Systematische Ausgrabungen im Abri Gay ergaben, dass das Gebiet von Poncin mindestens seit der Bronzezeit ständig besiedelt gewesen sein muss. Zudem wurden an anderen Stellen der Gemeinde bronzene Nadeln und Beile gefunden. Auch wurden Fundamente gallorömischer Villen freigelegt.
Der Abri ist eine von acht Stätten in der Jura- und Rhoneregion, die azilianische Artefakte lieferten; in diesem Fall elf bemalte und/oder gravierte Kieselsteine, die denen der Höhle von Mas d’Azil ähnlich sind und auf etwa 9.660 v. Chr. datiert wurden.